# Торианит
Торианит является редко встречающимся минералом оксида тория (ThO2). Первоначально он был описан Анандой Кумарасвами в 1904 году как уранинит, но вскоре определён Уиндхемом Р. Данстаном как новый, ранее неизвестный минерал. Название нового минерала связано с высоким содержанием тория в его составе; также он содержит оксиды урана, лантана, церия, празеодима и неодима. В его составе присутствует гелий как продукт распада урана и тория. Минерал немного менее радиоактивен, чем настуран, но излучение от него труднее экранировать из-за высокоэнергетического гамма-излучения. Торианит распространен в аллювиальных россыпях драгоценных камнях Шри-Ланки, где он встречается в основном в виде эрозированных водой небольших тяжёлых чёрных кристаллов кубической формы. Кристаллы обычно не крупнее 1,5 см, однако есть сообщения, что на Мадагаскаре найдены кристаллы размером до 6 см.

## Химия
По цвету, удельному весу и составу различают три типа торианита:
- α-торианит
- β-торианит
- γ-торианит

Торианит и уранинит образуют непрерывную серию твёрдых растворов как в природе, так и синтетическим путём. Разделение между двумя видами происходит при атомном отношении Th:U = 1:1 (87.9 масс.% Th и 46.50 масс.% U). Редкие земли, главным образом Се, заменяют Th в количестве до 8 масс.%. Се, вероятно, присутствует в виде Се4+. Синтезирована непрерывная серия твёрдых растворов между CeO2-PrO2-ThO2-UO2. Небольшие количества Fe3+ и Zr4+ также могут быть изоморфны Th. Наличие свинца, вероятно, имеет радиогенную природу.

## Разновидности
- Альданит — разновидность торианита, содержащая от 14.9 до 29.0 масс.% UO 2 и от 11.2 до 12.5 масс.% PbO.[6]
- Ураноторианит[7]
- Торианит цериан[8]
- Торианит на основе La

## Месторождение
Обычно встречается в аллювиальных отложениях, на песчаных пляжах в тяжёлых минеральных россыпях и пегматитах:
- Шри-Ланка — в гравии ручьёв, район Галле, Южная провинция; Балангодский район; около Кодругала, провинция Сабарагамува; в пегматите в районе Бамбаработува.
- Индия — в пляжных песках Траванкора (Керала).[9]
- Мадагаскар — встречается в аллювиальных отложениях Бетрока и Андолобе. Очень большие кристаллы обнаружены в Толанаро (Форт Дофин); в Андранондамбо и других населенных пунктах.
- Россия — в чёрных песках золотых россыпей на реке Бошогоч, Забайкалье, Сибирь; в Ковдорском массиве Ковдора, Кольский полуостров; на енисейском хребте, Сибирь.
- Соединенные Штаты — в Истоне, штат Пенсильвания; чёрные пески в реке Миссури, недалеко от Хелены, штат Монтана; Скотт Ривер, округ Сискию, Калифорния;[10] чёрные пески в районах Никсон Форк и Вайсман, Аляска.[11]
- Канада — встречается вместе с уранинитом в пегматите на озере Шарлебуа, к востоку от озера Атабаска; Разновидности уранонов, полученные из пегматитовых и метасоматизированных зон в кристаллических известняках из многих местностей Квебека и Онтарио.[12]
- Южная Африка — встречается с бадделеитом в качестве сателлитных включений в карбонатите в Фалаборве, Восточный Трансвааль.[13]
- Демократическая Республика Конго — регион Касаи.[14]